# Skoki do wody na Mistrzostwach Świata w Pływaniu 2019 – wieża 10 m synchronicznie par mieszanych
Wieża 10 m synchronicznie par mieszanych – jedna z konkurencji rozgrywanych w ramach skoków do wody, podczas mistrzostw świata w pływaniu w 2019. Zawody w tej konkurencji rozegrano 13 lipca, udział w nich brało 8 duetów.
Zwycięzcami konkurencji okazali się reprezentanci Chin Lian Junjie i Si Yajie. Drugą pozycję zajęli zawodnicy z Rosji Wiktor Minibajew i Jekatierina Bielajewa, trzecią zaś reprezentujący Meksyk José Balleza i María Sánchez.

## Wyniki
| Miejsce | Zawodnicy                              | Państwo           | Wynik  |
| ------- | -------------------------------------- | ----------------- | ------ |
| 01 !    | Lian Junjie Si Yajie                   | Chiny             | 346,14 |
| 02 !    | Wiktor Minibajew Jekatierina Bielajewa | Rosja             | 311,28 |
| 03 !    | José Balleza María Sánchez             | Meksyk            | 287,64 |
| 4.      | Noah Williams Robyn Birch              | Wielka Brytania   | 285,18 |
| 5.      | Zachary Cooper Olivia Rosendahl        | Stany Zjednoczone | 267,96 |
| 6.      | Maicol Verzotto Noemi Batki            | Włochy            | 259,62 |
| 7.      | Kim Ji-wook Kwon Ha-lim                | Korea Południowa  | 247,20 |
| 8.      | Isaac Souza Ingrid de Oliveira         | Brazylia          | 239,46 |